# SN 2010P
SN 2010P – supernowa typu Ib/IIb odkryta 18 stycznia 2010 roku w galaktyce NGC 3690. W momencie odkrycia miała maksymalną jasność 17,30m.